# Vera (serie televisiva)
Vera è una serie televisiva britannica di genere poliziesco, basata sui romanzi di Ann Cleeves, trasmessa su ITV dal 1º maggio 2011 al 2 gennaio 2025. Vede come protagonista l'ispettrice capo Vera Stanhope, interpretata da Brenda Blethyn.
In Italia, la serie va in onda in prima visione assoluta dal 10 ottobre 2016 sul canale Giallo.

## Trama
Vera Stanhope (Brenda Blethyn) è un ispettore capo investigativo della fittizia Northumberland & City Police (opposta alla reale Northumbria Police), diligente nel suo lavoro. Vera arranca in uno stato disordinato ma ha una mente calcolatrice e, nonostante la sua personalità irascibile, si preoccupa profondamente del suo lavoro e dei suoi colleghi. Spesso dimostra le sue capacità superiori individuando piccoli errori nei processi mentali dei membri del suo team ed ancor più, in quelli dei sospettati. Vera instaura uno stretto rapporto con i sergenti Joe Ashworth (David Leon) e Aiden Healy (Kenny Doughty) nel corso della serie.

## Episodi
| Stagione                 | Episodi     | Prima TV Regno Unito | Prima TV Italia |
| ------------------------ | ----------- | -------------------- | --------------- |
| Prima stagione           | 4           | 2011                 | 2016            |
| Seconda stagione         | 4           | 2012                 | 2016            |
| Terza stagione           | 4           | 2013                 | 2017            |
| Quarta stagione          | 4           | 2014                 | 2017            |
| Quinta stagione          | 4           | 2015                 | 2018            |
| Sesta stagione           | 4           | 2016                 | 2018            |
| Settima stagione         | 4           | 2017                 | 2019            |
| Ottava stagione          | 4           | 2018                 | 2019            |
| Nona stagione            | 4           | 2019                 | 2020            |
| Decima stagione          | 4           | 2020                 | 2020            |
| Undicesima stagione      | 6           | 2021-2022            | 2022            |
| Dodicesima stagione      | 4 + special | 2023                 | 2023            |
| Tredicesima stagione     | 3           | 2024                 | 2024            |
| Quattordicesima stagione | 2           | 2025                 | 2025            |

## Personaggi e interpreti
- Vera Stanhope, interpretata da Brenda Blethyn, doppiata da Lorenza Biella. Ispettore Capo (Detective Chief Inspector) della Polizia di Northumberland dai metodi poco ortodossi.
- Joe Ashworth, interpretato da David Leon (s. 1–4, 13–14), doppiato da Marco Vivio. Sergente (Detective Sergeant) al fianco di Vera che in seguito tornerà come Ispettore (DI) per valutare l'operato della squadra.
- Kenny Lockhart, interpretato da Jon Morrison, doppiato da Ennio Coltorti. Agente scelto di polizia (Senior constable) e membro più anziano del team, ha dei trascorsi di attività contro il crimine organizzato.
- Mark Edwards, interpretato da Riley Jones, doppiato da Paolo Vivio.[3] Agente di polizia in seguito promosso a detective (Detective constable). Il suo lavoro verte principalmente nell'analisi di informatica forense.
- Aiden Healy, interpretato da Kenny Doughty (s. 5–12), doppiato da Francesco Pezzulli. Sergente (Detective Sergeant) che sostituisce Joe Ashworth come spalla e confidente di Vera Stanhope per gran parte della trasmissione.
- Jacqueline 'Jac' Williams,  interpretata da Ibinabo Jack (s. 8–12), doppiata da Letizia Ciampa. Detective (Detective constable) trasferita dalla Unità Anti-Frode al team dell'Unità Omicidi.

### Personaggi comprimari
- Holly Lawson, interpretata da Wunmi Mosaku (s. 1–2), doppiata da Maria Letizia Scifoni. Agente di polizia.
- Dr. Billy Cartwright,  interpretato da Paul Ritter (s. 1–3), doppiato da Angelo Maggi. Medico legale dallo spiccato senso dello humour nero.
- Bethany Whelan, interpretata da Cush Jumbo (s. 2, 5–6), doppiata da Gemma Donati. Agente di polizia. Riceverà la medaglia al valore per aver perso la vita in servizio.
- Celine Ashworth, interpretata da Sonya Cassidy (s. 2–4). Moglie del sergente Joe Ashworth.
- Rebecca Shepherd, interpretata da Clare Calbraith (s. 2–4). Capitano della Polizia Militare e poi Agente di polizia.
- Dr. Marcus Sumner, interpretato da Kingsley Ben-Adir (s. 4–6, 8), doppiato da Emanuele Ruzza. Medico legale.
- Helen Milton, interpretata da Lisa Hammond (s. 5–7), doppiata da Giulia Catania. Ufficiale investigativo.
- Hicham Cherradi, interpretato da Noof McEwan (s. 6–7), doppiato da Fabrizio De Flaviis. Agente di polizia.
- Dr. Anthony Carmichael, interpretato da Christopher Colquhoun (s. 7). Medico legale.
- George Wooten, interpretato da Steve Evets (s. 7–9), doppiato da Gianni Giuliano. Agente di polizia municipale.
- Dr. Malcolm Donahue, interpretato da Paul Kaye (s. 9–12), doppiato da Pasquale Anselmo (s.9, 11-12) e da Alberto Angrisano (s.10). Medico legale con un approccio umoristico al proprio mestiere.
- Dr. Paula Bennett, interpretata da Sarah Kameela (s. 12–14). Medico legale che si scontra spesso con i metodi di Vera.
- Stephanie Duncan, interpretata da Rhiannon Clements (s. 13–14). Agente di polizia.

## Produzione
Hidden Depths, Telling Tales e The Crow Trap della prima stagione e Silent Voices della seconda stagione sono basati sui romanzi omonimi di Ann Cleeves. L'episodio Sandancers della seconda stagione avrebbe dovuto essere trasmesso domenica, 13 maggio 2012. Tuttavia, l'episodio è stato ritirato in quanto la trama parlava della morte di un soldato in Afghanistan e coincideva con la notizia reale di due militari che morivano in quei giorni. Nell'agosto del 2012, Vera è stata rinnovata per una terza stagione di quattro episodi. Il 22 aprile 2013, ITV ha rinnovato Vera per una quarta stagione, prima ancora che la terza stagione fosse trasmessa. Le riprese della quarta stagione terminarono nell'ottobre 2013 e includevano un adattamento del romanzo allora inedito On Harbor Street, che fu successivamente pubblicato nel gennaio 2014, prima della trasmissione televisiva.
Il 5 giugno 2014, ITV ha annunciato che una quinta stagione era stata commissionata e che David Leon non sarebbe tornato alla serie. Kenny Doughty è stato annunciato come il suo successore. Lisa Hammond è entrata nel cast come una nuova arrivata, Helen Milton.
Nel marzo 2015, ITV ha annunciato che la serie è stata rinnovata per una sesta stagione, con riprese a partire da giugno. Il terzo episodio fu annunciato per essere un adattamento del romanzo The Moth Catcher, previsto per la pubblicazione a settembre 2015.
Il 27 agosto 2020 è stato confermato che la serie è stata rinnovata per un'undicesima stagione. I primi quattro episodi sono andati in onda a dicembre 2021 e gennaio 2022;  altri due episodi sono previsti per la fine del 2022.
Nel marzo 2022, è stato confermato che la serie è stata rinnovata per una dodicesima stagione.
Nel marzo 2023, ITV ha confermato che la serie è stata rinnovata per una tredicesima stagione e nel 2024 verrà continuata la serie per una quattordicesima stagione. La tredicesima stagione vede l'uscita di scena di Kenny Doughty e il rientro nel cast di David Leon.
Nel gennaio 2024 è stato confermato il rinnovo per una quattordicesima serie di due episodi. È stato in seguito annunciato che la quattordicesima serie, in onda all'inizio del 2025, sarebbe stata l'ultima.

## Curiosità
L'auto che guida Vera nelle sue indagini è una Land Rover 90 Defender Tdi del 1996, targata P392SUM, colore Marine Blue.
I brani della serie sono composti dal musicista inglese Ben Bartlett.